# Transalpský ropovod
Transalpský ropovod (Transalpine Pipeline, TAL) je ropovod vedoucí přes Alpy, propojující Itálii, Rakousko a Německo.

## Charakteristika
Studii proveditelnosti provedla společnost Bechtel v roce 1963. Ropovod byl uveden do provozu v roce 1967. Výstavba stála přibližně 192 milionů USD. Ropovod zásobuje ropou Německo, Rakousko.
Lehká ropa z Ázerbájdžánu, USA nebo Libye dovezená tankery do přístavu Terst je ropovodem TAL přepravena do Německa, odkud může pokračovat do Česka prostřednictvím napojeného ropovodu IKL (Ropovod Ingolstadt – Kralupy nad Vltavou – Litvínov). Lehkou ropu přivedenou ropovodem z Terstu zpracovává v Česku rafinérie v Kralupech (od roku 2005 je majoritním vlastníkem polská společnost Orlen Unipetrol RPA), zatímco sirnatou ruskou ropu přivedenou ropovodem Družba zpracovává rafinérie v Litvínově (patřící stejnému majiteli).

### Vedení ropovodu
Ropovod vede z italského přístavu Terst přes Alpy do Ingolstadtu (465 km) potrubím o průměru 40 palců (1 020 mm), dále do Neustadt an der Donau (21 km) s oběma částmi o průměru 26 palců (660 mm), dále do Karlsruhe (266 km). Ve Vohburgu se napojuje na ropovod IKL, který zásobuje ropou české rafinérie. Ropovod Družba tak může být použit v reverzním režimu pro zásobování Slovenska. Kapacita ropovodu je 43 miliónů tun surové ropy, v roce 2012 přepravil 34,9 miliónu tun.

### Rozšíření ropovodu
V roce 2022 jednají vlády o rozšíření kapacity ropovodu TAL. Česká republika nabídla Evropské komisi, že zaplatí rozšíření prostřednictvím společnosti MERO. Předpokládá se, že na změnu technologií budou při společném postupu a tlaku členských států i Evropské komise potřeba dva roky. V květnu 2023 bylo oznámeno, že od roku 2025 pokryjí dodávky veškerou potřebu České republiky. Státní společnost Mero uzavřela dohodu s konsorciem o zdvojnásobení kapacity na 8 milionů tun ropy ročně. Projekt rozšíření kapacity ropovodu TAL-PLUS za 1,6 miliardy korun zaplatí společnost Mero, státu nevzniknou žádné dodatečné náklady. Projekt by měl být dokončen v roce 2024, ještě před zákazem dovozu ruské ropy. Technické úpravy spočívají v posílení čerpadel a modernizaci částí ropovodu, které zrychlí proudění ropy v potrubí.
Technicky připravený na navýšenou kapacitu má být ropovod TAL na začátku roku 2025. Ke kompletnímu zásobování českých rafinérií západní cestou přes ropovod TAL má dojít v polovině roku 2025.

## Vlastnictví
Od roku 2012 vlastní v ropovodu TAL česká státní firma Mero podíl 5 %. Dalšími podílníky jsou společnosti OMV, Shell, ENI, C-Blue, Exxon, Rosněfť, Connoco a Total.

### Český podíl
Pokud by Česko chtělo nahradit ruské dodávky ropy ropovodem Družba (v roce 2021 byly 3,4 miliónu tun) alternativními dodávkami z jihu Evropy, je kapacita ropovodu TAL pro Česko nedostatečná (v roce 2021 měla ČR v ropovodu TAL přepravní podíl asi desetinu, tedy 4 milióny tun surové ropy).
Spojení firem PKN Orlen a Unipetrol vyjednávalo o zakoupení zhruba 2% podílu od roku 2008 kvůli snížení závislosti na dovozu ropy z Ruska. Státní společnost MERO získala podíl v ropovodu TAL v roce 2012, který činí v roce 2022 asi 5 %. Jednání o navýšení kapacity ropovodu TAL pokračovala na Ministerstvu průmyslu a obchodu do roku 2013, kdy byla závislost Česka na ruské ropě 64 %. Jednání za vlády Bohuslava Sobotky a Andreje Babiše již nepokračovaly, přestože v roce 2014 došlo k válce na východní Ukrajině (anexe Krymu Ruskou federací a vznik světově neuznaných separatistických republik v Doněcké oblasti Ukrajiny). V roce 2019 varovalo vládu před válkou Vojenské zpravodajství, ale vláda ho nevyslyšela. V roce 2021 byl podíl ruské ropy v Česku 54 %. Obnovení jednání o navýšení kapacity ropovodu TAL nastalo po ruské invazi na Ukrajinu v roce 2022 za vlády Petra Fialy ve snaze úplně ukončit odběr ropy z Ruska s ohledem na zaváděné sankce Evropské unie proti Rusku. V květnu 2023 oznámil premiér Petr Fiala, že se česká společnost Mero dohodla s akcionáři konsorcia TAL na projektu rozšíření ropovodu, aby se Česko mohlo zbavit závislosti na ruské ropě. Náklady na technické úpravy, které navýší jeho roční kapacitu o 7 až 8 milionů tun surové ropy ročně (Česko potřebuje ročně asi 7 miliónů tun, ale kapacita TAL pro ČR byla 4 až 5 miliónu tun ročně), se odhadují na 1,2 až 1,6 miliardy korun.